# Katinka Andrássy
Katinka Andrássy (n. 21 septembrie 1892, Tiszadob, Austro-Ungaria - d. 12 iunie 1985, Antibes, Franța) a fost o contesă maghiară, soția premierului Mihály Károlyi. Bunicul ei a fost premierul Gyula Andrássy. 

## Familia
S-a căsătorit cu Mihály Károlyi (1875–1955) pe 7 noiembrie 1914 la Budapesta. Au avut trei copii: Éva, Ádám și Judit. Din 1919 au trăit ca emigranți în Franța. 
A fost numită de opoziție Contesa Roșie, datorită vederilor social-democrate ale soțului ei.

## Filme
Regizorul András Kovács a realizat în anul 1985 filmul Contesa Roșie, premiat de Academia de Film de la Moscova.